# كأس بلغاريا 1962–63
كأس بلغاريا 1962–63 (بالبلغارية: Купа на Съветската армия 1962/63)‏ هو موسم من كأس بلغاريا. أشرف على تنظيمه اتحاد بلغاريا لكرة القدم، وفاز فيه سلافيا صوفيا.